# 大田区立大森第二中学校
大田区立大森第二中学校（おおたくりつ おおもりだいにちゅうがっこう）は、東京都大田区大森北6丁目にある区立中学校。

## 交通
- 京急本線平和島駅から西へ徒歩約5分。
- 東日本旅客鉄道（JR東日本）京浜東北線大森駅から東へ徒歩約15分

## 沿革
- 1947年 - 大田区立入新井第一小学校内の仮校舎において、東京都大田区立大森第二中学校として開校。
- 1948年 - 現在地に校舎を竣工。

## 著名な関係者
- 藤田昌士（教育学者） - 元教諭